# Janet L. B. Martin

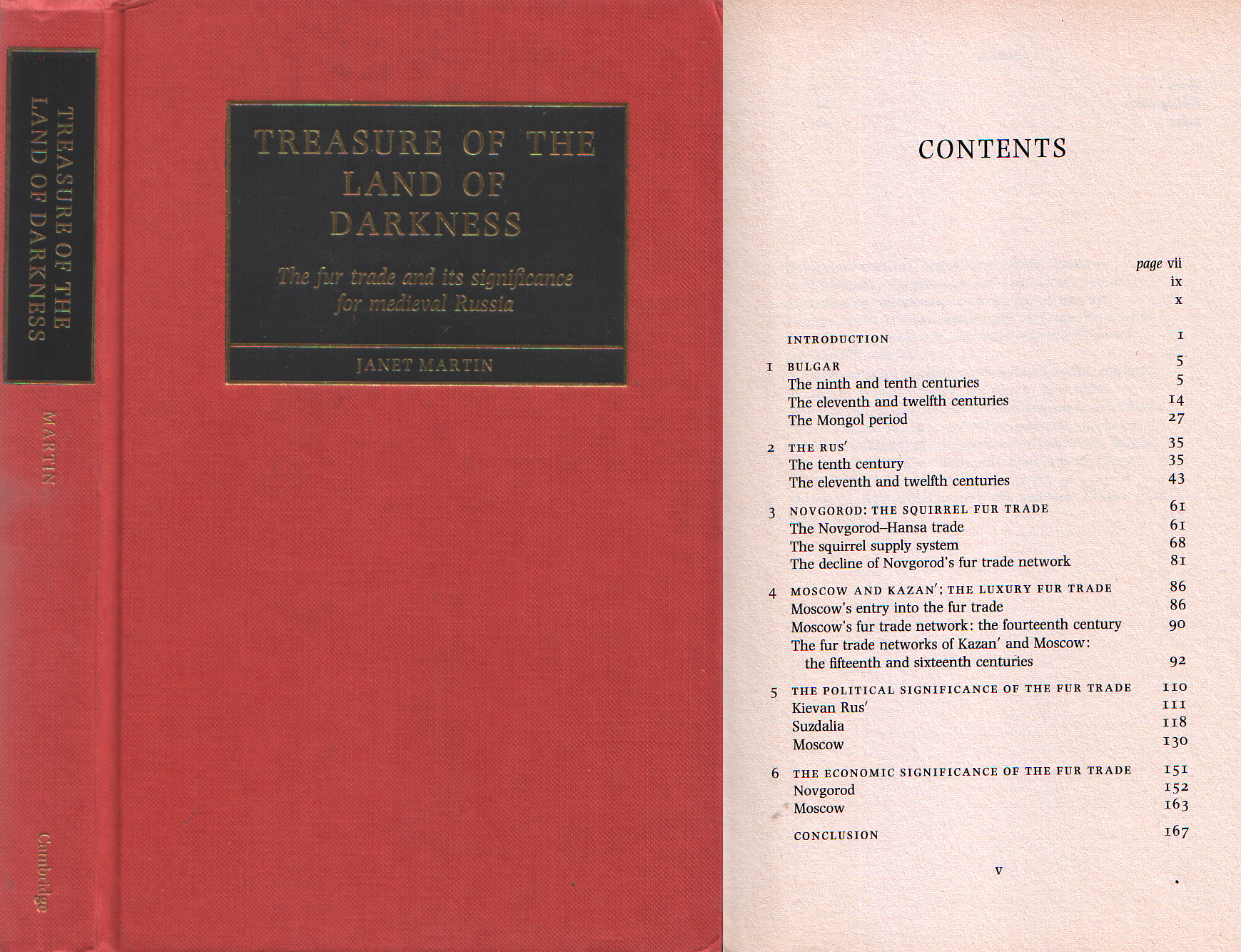
Treasure of the Land of Darkness (1986) door Janet Martin

Janet Louise Block Martin (24 januari 1945) is een Amerikaans historicus gespecialiseerd in Oudoostslavische literatuur en de middeleeuwse geschiedenis van het Kievse Rijk en zijn opvolgers. Ze is professor emerita aan de Faculteit Geschiedenis van de Universiteit van Miami.

## Biografie
Martin behaalde in 1980 haar doctoraat in Russische geschiedenis aan de Universiteit van Chicago. Haar proefschrift was getiteld Treasure of the Land of Darkness: A Study of the Fur Trade and its Significance for Medieval Russia (X-XVI Centuries) ("Schat van het Land der Duisternis: Een studie naar de bonthandel en haar betekenis voor middeleeuws Rusland (10e–16e eeuw)". Recensent Maureen Helena Berry (1982) noemde de grote verscheidenheid aan bronnen die Martin had gebruikt "indrukwekkend".

## Werken

### Monografieën
- Martin, Janet, Treasure of the Land of Darkness: A Study of the Fur Trade and its Significance for Medieval Russia (X-XVI Centuries) (1980). Universiteit van Chicago. Proefschrift.
  - Martin, J. (2004). Treasure of the Land of Darkness: The Fur Trade and Its Significance for Medieval Russia. Cambridge University Press. ISBN 978-0-521-54811-3. Geraadpleegd op 21 april 2024. (gebaseerd op haar proefschrift uit 1980, oorspronkelijk gepubliceerd in 1986)
- Martin, Janet (1993). Medieval Russia: 980–1584. Cambridge University Press, Cambridge. ISBN 0521368324. (origineel). Latere edities:
  - Martin, Janet (1995). Medieval Russia: 980–1584. Cambridge University Press, New York. ISBN 0521362768. (eerste publicatie)
  - Martin, Janet (2004). Medieval Russia: 980–1584. Cambridge University Press, Cambridge. ISBN 9780521368322. Gearchiveerd op 23 april 2023. Geraadpleegd op 11 oktober 2015. (digitale druk 2004)
  - Martin, Janet (2007). Medieval Russia: 980–1584. Second Edition. E-book. Cambridge University Press, Cambridge. ISBN 978-0-511-36800-4. (e-boek)
- Engel, B.A., Martin, J. (2015). Russia in World History. Oxford University Press. ISBN 978-0-19-994789-8. Geraadpleegd op 21 april 2024.

### Hoofdstukken (selectie)
- Martin, Janet (2009a). A Companion to Russian History. John Wiley & Sons, Chichester, "Chapter Three: The First East Slavic State", 34–50. ISBN 9781444308426.
- Martin, Janet (2009b). Russia: A History. Oxford University Press, Oxford, "From Kiev to Muscovy: The Beginnings to 1450", 1–30. ISBN 978-0-19-150121-0. Gearchiveerd op 27 januari 2023. Geraadpleegd op 27 januari 2023. (derde editie)

### Wetenschappelijke artikelen (selectie)
- Lenhoff, Gail D., Martin, Janet L. B. (1989). The Commercial and Cultural Context of Afanasij Nikitin's Journey Beyond Three Seas. Jahrbücher für Geschichte Osteuropas 37 (3): 321–344 (Franz Steiner Verlag). ISSN: 00214019. Geraadpleegd op 21 april 2024.
- Martin, Janet (2006). Calculating Seniority and the Contests for Succession in Kievan Rus'. Russian History 33 (2/4): 267–281 (Brill). ISSN: 18763316.
- Martin, Janet (2007). Two Pomeshchiki From the Novgorod Lands: Their Fates and Fortunes During the Livonian War. Russian History 34 (1-4): 239–253 (Brill). ISSN: 0094-288X. DOI: 10.1163/187633107X00130.